# Juan Luis Buñuel
Pour les articles homonymes, voir Buñuel.
Juan Luis Buñuel, né le 9 novembre 1934 dans le 4e arrondissement de Paris et mort le 6 décembre 2017, , dans le 15e arrondissement de Paris, est un réalisateur et scénariste français.

## Biographie
Fils du réalisateur Luis Buñuel, Juan Luis est éduqué chez les Jésuites. Il poursuit ses études universitaires en Amérique du Nord. Alors qu'il se trouve au Mexique pour assister au tournage d'un film de son père, il est engagé pour devenir l'assistant d'Orson Welles, parlant espagnol et anglais. Puis il travaille comme assistant pour plusieurs cinéastes (Jacques Doniol-Valcroze, Louis Malle, Henri Verneuil, Juan Antonio Bardem) et pour son père, Luis Buñuel, de 1959 à 1963, pour quatre films (La fièvre monte à El Pao, La Jeune Fille, Viridiana et Le Journal d'une femme de chambre).

### Vie privée
Juan Luis Buñuel a été marié à Joyce Sherman, avec qui il a eu un fils, Diego Buñuel, et une fille, Juliette Buñuel. Il s'est ensuite remarié avec Carmen Cabrera, avec qui il a eu un fils, Pablo Buñuel.

## Filmographie

### Réalisateur

#### Cinéma
- 1966 : Calanda
- 1973 : Au rendez-vous de la mort joyeuse
- 1974 : La Femme aux bottes rouges
- 1975 : Léonor (Leonor)
- 1981 : El jugador de ajedrez
- 1986 : La Révolte des pendus (La rebelión de los colgados) d’après La Révolte des pendus de B. Traven
- 1990 : Guanajuato, una leyenda

#### Télévision
- 1979 : Fantômas: L'Étreinte du diable
- 1979 : Fantômas: Le Mort qui Tue
- 1981 : Histoires extraordinaires: Le joueur d'échecs de Maelzel
- 1981 : Les Brus
- 1983 : L'Homme de la nuit (feuilleton)
- 1984 : Aveugle, que veux-tu ?
- 1986 : Le libertin de qualité dans la Série rose
- 1986 : You'll Never See Me Again (en)
- 1986 : Tropique du crabe
- 1992 : Fantômes en héritage (feuilleton)
- 1996 : Barrage sur l'Orénoque

### Scénariste

#### Cinéma
- 1973 : Au rendez-vous de la mort joyeuse
- 1974 : La Femme aux bottes rouges
- 1975 : Léonor (Leonor)
- 1990 : Guanajuato, una leyenda
- 1997 : Les Paradoxes de Buñuel

#### Télévision
- 1981 : Histoires extraordinaires: Le joueur d'échecs de Maelzel (TV)

### Assistant réalisateur
- 1960 : La Jeune Fille (La Joven) de Luis Buñuel
- 1960 : Los pequeños gigantes (Little Giants), documentaire d'Hugo Butler
- 1960 : Le Cœur battant de Jacques Doniol-Valcroze
- 1961 : Viridiana de Luis Buñuel
- 1964 : Alerte à Gibraltar (Gibraltar) de Pierre Gaspard-Huit
- 1964 : Le Journal d'une femme de chambre de Luis Buñuel
- 1965 : Viva María! de Louis Malle
- 1967 : Le Voleur, de Louis Malle
- 1968 : La Bataille de San Sebastian d'Henri Verneuil
- 1977 : Cet obscur objet du désir de Luis Buñuel
- 1979 : Le Grand Embouteillage de Luigi Comencini

### Acteur
Buñuel est aussi un acteur, et est apparu dans le film Henry et June (1990), comme un éditeur. Au cours du film, le film de son père Un chien andalou est visible. Il joue également le rôle du général Ernesto Juarez dans L'aventure c'est l'aventure de Claude Lelouch.